# Искусственное лёгкое
Искусственное лёгкое — это имплантат в организм для замены биологического легкого, чтобы полностью обеспечить насыщение кислородом крови и удалить диоксид углерода из крови.  Это устройство отличается от аппарата искусственной вентиляции лёгких (ИВЛ) тем, что оно является внутренним устройством, предназначенным для выполнения функций лёгких в течение длительных периодов времени, а не на временной основе. Искусственное лёгкое представляет собой протезное устройство, которое соединяет в себе функции насоса и газообмена, используя силу сердца.
Аппарат искусственного кровообращения (АИК) вдохновил на разработку искусственного лёгкого, однако современные имплантаты оптимизированы минимизации травм пациентов. После разработки аппарата искусственного кровообращения была разработана экстракорпоральная мембранная оксигенация (ЭКМО). АИК был предназначен промежуточного использования в ожидании к трансплантации лёгких, для пациентов в тяжелом положении, чтобы ждать, пока не появится лёгкое донора. Механическая вентиляция лёгких также используется, однако, она повреждает лёгкие пациента, если используется в течение длительного периода времени. Обе эти терапии являются дорогостоящими и связаны с ухудшением качества жизни, отчасти из-за сложного процесса кровообращения.
Последние разработки включают в себя упрощение системы EКMO, и были разработаны устройства, которые используют полые волокна шириной 380 микрон для имитации функции альвеол. Несколько исследовательских групп, в частности, Питтсбургский университет  Мичиганский университет, Университет Мэриленда и Бостонские группы студентов, разрабатывают искусственное лёгкое.